# Королёв, Александр Иванович
Алекса́ндр Ива́нович Королёв (род. 24 октября 1958, Вроцлав, Польша) — приднестровский государственный деятель. Министр внутренних дел Приднестровской Молдавской Республики с 20 февраля 2002 по 10 января 2007. Вице-президент Приднестровской Молдавской Республики с 13 декабря 2006 по 30 декабря 2011. Генерал-майор милиции.

## Биография
Родился 24 октября 1958 в семье военнослужащего, в польском городе Вроцлав. Потом в соответствии со службой отца были переезды в другие города. Когда отец вышел в отставку, он остановился на постоянное место жительства в Бендерах.
С 1965 по 1975 — обучался в Бендерской средней школе. После её окончания работал слесарем на заводе «Прибор» в Бендерах.
С 1976 по 1980 — студент Кишинёвского государственного педагогического института имени Иона Крянгэ. Работал тренером, достаточно серьёзно занимался спортом, что сильно повлияло на его жизнь и характер.
С 1980 по 1982 проходил службу в рядах Советской армии.
С 1985 — в органах внутренних дел СССР; инспектор по делам несовершеннолетних Бендерского ГОВД МВД Молдавской ССР.
С 1987 по 1989 — оперуполномоченный отделения уголовного розыска Бендерского ГОВД.
С 1989 по 1992 — старший оперуполномоченный по раскрытию тяжких преступлений Бендерского ГОВД.
В 1992 с должности начальника Уголовного розыска уволился из органов внутренних дел Молдовы.
В 1992 принял участие в вооружённом конфликте на стороне Приднестровской Молдавской Республики.
С 1996 по 2006 — в органах внутренних дел ПМР на различных должностях: заместитель начальника Бендерского ГОВД — начальник криминальной милиции; Первый заместитель министра министра внутренних дел ПМР — начальник криминальной милиции.
С 20 февраля 2002 по 22 декабря 2007 — министр внутренних дел Приднестровской Молдавской Республики.
С 13 декабря 2006 по 30 декабря 2011 — вице-президент Приднестровской Молдавской Республики.
С 5 февраля 2007 по ? — секретарь Совета безопасности Приднестровской Молдавской Республики.
30 декабря 2011, в связи с вступлением в должность нового президента Приднестровской Молдавской Республики Евгения Шевчука и упразднением должности вице-президента, прекратил исполнение своих полномочий.

## Награды
- Орден «За заслуги» I степени (23 октября 2008) — за заслуги в становлении и развитии Приднестровской Молдавской Республики, активную государственную деятельность, высокие организаторские и профессиональные способности и в связи с 50-летием со дня рождения[4]
- Орден «Трудовая слава» (15 сентября 2004) — за личный вклад в защиту и укрепление экономического суверенитета и безопасности Приднестровской Молдавской Республики и в связи с 12-й годовщиной со дня образования таможенных органов Приднестровской Молдавской Республики[5]
- Орден «За службу Родине в Вооружённых Силах Приднестровской Молдавской Республики» III степени (13 октября 2003) — за активную профессиональную деятельность в органах внутренних дел Приднестровской Молдавской Республики, высокие организаторские способности и в связи с 45-летием со дня рождения[6]
- Медаль «Защитнику Приднестровья» (13 июня 1997) — за мужество и стойкость, героический труд и высокий патриотизм, проявленные при защите города Бендеры от агрессии Молдовы[7]
- Медаль «За безупречную службу» III степени (27 августа 2007) — за заслуги в становлении и развитии Приднестровской Молдавской Республики, активную общественную и профессиональную деятельность и в связи с 17-й годовщиной со дня образования Приднестровской Молдавской Республики[8]
- Медаль «Участнику миротворческой операции в Приднестровье» (29 июля 2002) — за активную поддержку и оказание помощи Миротворческим Силам в проведении мероприятий по установлению и поддержанию мира и в связи с 10-летием со дня начала Миротворческой операции в Приднестровье[9]
- Медаль «10 лет таможенным органам Приднестровской Молдавской Республики» (1 октября 2002) — за активную деятельность в формировании и развитии таможенных органов Приднестровской Молдавской Республики и в связи с 10-летием со дня образования таможенных органов Приднестровской Молдавской Республики[10]
- Заслуженный сотрудник Министерства внутренних дел Приднестровской Молдавской Республики (23 октября 2006) — за личный вклад в становление и развитие правоохранительных органов Приднестровской Молдавской Республики, высокие организаторские и профессиональные способности[11]
- Нагрудный знак «За развитие таможенной службы Приднестровской Молдавской Республики» (23 сентября 2005) — за особый вклад в становление, развитие и совершенствование таможенной системы Приднестровской Молдавской Республики, обеспечение экономической безопасности Приднестровской Молдавской Республики и организацию эффективной работы таможенных органов Приднестровской Молдавской Республики и в связи с 13-й годовщиной образования таможенных органов Приднестровской Молдавской Республики[12]